# Serie A 1997-1998 (calcio a 5)
Il campionato di Serie A 1997-1998 è stato il nono campionato di Serie A e la quindicesima manifestazione nazionale che assegnasse il titolo di campione d'Italia. Rispetto alla stagione precedente in questa edizione fu modificata la formula per stabilire i Campioni d'Italia: fermo restando il girone unico a diciotto squadre, il complicato sistema dell'anno precedente viene completamente soppiantato da uno più semplice che qualifica le prime dieci formazioni della serie A e le due migliori squadre della seconda divisione. La stagione regolare è terminata il 16 maggio mentre i play-off si sono svolti dal 26 maggio al 26 giugno.
Le prime quattro aspettano al secondo turno mentre le altre otto disputano un turno in più ad eliminazione diretta con gare di andata e ritorno, i play-off abbandonano la formula della poule al Foro Italico a Roma per abbracciare la formula delle semifinali e della finale con gare di andata e ritorno.
Tra le formazioni partecipanti si segnala il ripescaggio del Prato (giunto secondo nel girone B di Serie B) al posto dell'Atesina Verona che ha rinunciato all'iscrizione, nonché la fusione tra Arca Academy Tours e Cynthia Calcio a 5 (ex Roma 3Z) a formare il Cynthia Genzano con sede a Genzano.
La stagione sancisce l'arrivo sulla vetta del calcio a 5 italiano della S.S. Lazio Calcio a 5 nata dalle ceneri del Torrino Sporting Club Calcio a 5, che vince lo scudetto sconfiggendo la BNL Calcetto padrone incontrastata del campionato da tre anni. La finale tutta romana del campionato non nasconde la diffusione del calcio a 5 oramai in tutta la penisola, tanto che le semifinaliste dei play-off sono il Petrarca e l'Augusta.

## Stagione regolare

### Classifica
Legenda:

         Al secondo turno dei play-off
         Ai play-off
         Ai play-out
         Retrocesse in A2
| Pos. | Squadra            | Pt |
| ---- | ------------------ | -- |
| 1.   | BNL Calcetto       | 80 |
| 2.   | Lazio              | 74 |
| 3.   | Milano             | 68 |
| 4.   | Torino             | 67 |
| 5.   | Augusta            | 62 |
| 6.   | Petrarca           | 57 |
| 7.   | Città di Palermo   | 52 |
| 8.   | Cynthia Genzano    | 50 |
| 9.   | Ist. Ferro Pomezia | 48 |
| 10.  | Reggio C5          | 45 |
| 11.  | Prato              | 44 |
| 12.  | CUS Chieti         | 42 |
| 13.  | Roma RCB           | 37 |
| 14.  | Icobit Angolana    | 33 |
| 15.  | Afragola           | 29 |
| 16.  | Pro Ficuzza        | 25 |
| 17.  | Jesina             | 25 |
| 18.  | ITA Palmanova      | 23 |

### Classifica marcatori
| Gol |  |  | Giocatore          | Squadra  |
| --- |  |  | ------------------ | -------- |
| 45  |  |  | Mario Paolillo     | Afragola |
| 41  |  |  | Andrea Rubei       | Torino   |
| 41  |  |  | Júnior             | Augusta  |
| 29  |  |  | Mićo Martić        | Milano   |
| 27  |  |  | Giuliano Di Giosio | Prato    |
| 27  |  |  | Andrea Bearzi      | Milano   |

### Calendario e risultati
| andata      | 1ª giornata                 | ritorno      |
| 6 set. 1997 |                             | 10 gen. 1998 |
| 4-0         | Augusta - Palmanova         | 4-3          |
| 8-1         | BNL - Pro Ficuzza           | 3-2          |
| 4-0         | Città di Palermo - Afragola | 3-3          |
| 2-1         | Pomezia - Roma RCB          | 5-2          |
| 1-1         | Genzano - Prato             | 2-6          |
| 9-5         | Lazio - Petrarca            | 1-1          |
| 3-1         | Milano - Jesina             | 2-2          |
| 4-2         | Reggio C5 - Angolana        | 3-5          |
| 6-2         | Torino - CUS Chieti         | 2-2          |

| andata       | 4ª giornata                  | ritorno     |
| 27 set. 1997 |                              | 7 feb. 1998 |
| 2-5          | Afragola - Milano            | 7-5         |
| 2-2          | Angolana - Genzano           | 4-1         |
| 5-1          | CUS Chieti - Roma RCB        | 3-5         |
| 2-5          | Jesina - Torino              | 2-4         |
| 2-2          | Lazio - Reggio C5            | 4-4         |
| 3-1          | Palmanova - Città di Palermo | 2-4         |
| 1-4          | Petrarca - BNL               | 3-3         |
| 5-4          | Prato - Pomezia              | 1-2         |
| 6-1          | Pro Ficuzza - Augusta        | 4-7         |

| andata       | 7ª giornata               | ritorno      |
| 18 ott. 1997 |                           | 28 feb. 1998 |
| 6-3          | Augusta - Petrarca        | 2-4          |
| 4-2          | BNL - Reggio C5           | 6-3          |
| 1-3          | Città di Palermo - Milano | 4-9          |
| 5-2          | CUS Chieti - Prato        | 3-4          |
| 3-2          | Genzano - Lazio           | 0-6          |
| 5-4          | Palmanova - Pro Ficuzza   | 6-4          |
| 4-4          | Pomezia - Angolana        | 4-4          |
| 3-2          | Roma RCB - Jesina         | 6-4          |
| 8-3          | Torino - Afragola         | 2-1          |

| andata       | 10ª giornata                   | ritorno      |
| 11 nov. 1997 |                                | 21 mar. 1998 |
| 2-2          | Afragola - Roma RCB            | 5-12         |
| 2-2          | Angolana - CUS Chieti          | 3-5          |
| 3-2          | BNL - Genzano                  | 1-1          |
| 7-6          | Jesina - Prato                 | 1-5          |
| 4-2          | Lazio - Pomezia                | 4-3          |
| 5-4          | Milano - Torino                | 1-3          |
| 5-2          | Petrarca - Palmanova           | 1-3          |
| 3-5          | Pro Ficuzza - Città di Palermo | 2-3          |
| 6-3          | Reggio C5 - Augusta            | 1-5          |

| andata       | 13ª giornata              | ritorno      |
| 29 nov. 1997 |                           | 18 apr. 1998 |
| 3-1          | Augusta - Genzano         | 1-2          |
| 2-3          | CUS Chieti - Lazio        | 1-9          |
| 2-2          | Città di Palermo - Torino | 3-4          |
| 1-3          | Jesina - Angolana         | 5-4          |
| 2-4          | Palmanova - Reggio C5     | 2-3          |
| 0-2          | Pomezia - BNL             | 1-1          |
| 10-1         | Prato - Afragola          | 2-4          |
| 2-4          | Pro Ficuzza - Petrarca    | 4-5          |
| 2-6          | Roma RCB - Milano         | 3-3          |

| andata      | 16ª giornata                | ritorno     |
| 3 gen. 1998 |                             | 9 mag. 1998 |
| 4-5         | Afragola - Angolana         | 3-4         |
| 3-2         | Augusta - Pomezia           | 2-2         |
| 6-5         | BNL - CUS Chieti            | 3-0         |
| 2-2         | Città di Palermo - Petrarca | 1-4         |
| 4-2         | Genzano - Palmanova         | 7-2         |
| 5-0         | Lazio - Jesina              | 5-3         |
| 4-2         | Milano - Prato              | 5-5         |
| 5-5         | Reggio C5 - Pro Ficuzza     | 4-4         |
| 4-0         | Torino - Roma RCB           | 3-3         |

| andata       | 2ª giornata                 | ritorno      |
| 13 set. 1997 |                             | 17 gen. 1998 |
| 2-6          | Afragola - Lazio            | 2-6          |
| 1-5          | CUS Chieti - Augusta        | 2-3          |
| 1-4          | Angolana - Milano           | ?-?          |
| 3-5          | Jesina - BNL                | 1-7          |
| 3-5          | Palmanova - Pomezia         | 2-6          |
| 5-3          | Petrarca - Reggio C5        | 3-7          |
| 4-5          | Prato - Torino              | 3-6          |
| 5-5          | Pro Ficuzza - Genzano       | 1-3          |
| 5-5          | Roma RCB - Città di Palermo | 3-4          |

| andata      | 5ª giornata                  | ritorno      |
| 4 ott. 1997 |                              | 14 feb. 1998 |
| 5-3         | Augusta - Jesina             | 5-4          |
| 3-2         | BNL - Afragola               | 1-1          |
| 4-1         | Città di Palermo - Reggio C5 | 1-2          |
| 2-2         | Genzano - Petrarca           | 2-5          |
| 6-3         | Milano - Lazio               | 2-2          |
| 4-4         | Palmanova - CUS Chieti       | 0-6          |
| 9-3         | Pomezia - Pro Ficuzza        | 7-3          |
| 4-1         | Roma RCB - Prato             | 3-3          |
| 1-2         | Torino - Angolana            | 5-1          |

| andata       | 8ª giornata              | ritorno     |
| 1º nov. 1997 |                          | 7 mar. 1998 |
| 2-2          | Afragola - Augusta       | 1-5         |
| 1-0          | Angolana - Roma RCB      | 0-3         |
| 2-6          | Jesina - Palmanova       | 1-4         |
| 7-4          | Lazio - Torino           | 1-3         |
| 3-3          | Milano - BNL             | 0-3         |
| 1-1          | Petrarca - Pomezia       | 2-4         |
| 4-3          | Prato - Città di Palermo | 3-5         |
| 5-4          | Pro Ficuzza - CUS Chieti | 5-6         |
| 4-2          | Reggio C5 - Genzano      | 2-2         |

| andata       | 11ª giornata               | ritorno     |
| 15 nov. 1997 |                            | 4 apr. 1998 |
| 3-1          | Augusta - Milano           | 5-2         |
| 2-0          | Città di Palermo - Genzano | 2-2         |
| 2-0          | CUS Chieti - Petrarca      | 5-4         |
| 5-2          | Palmanova - Afragola       | 1-4         |
| 6-3          | Pomezia - Reggio C5        | 2-4         |
| 3-1          | Prato - Angolana           | 2-4         |
| 8-5          | Pro Ficuzza - Jesina       | 3-5         |
| 2-2          | Roma RCB - Lazio           | 1-3         |
| 6-6          | Torino - BNL               | 1-2         |

| andata       | 14ª giornata                | ritorno      |
| 13 dic. 1997 |                             | 25 apr. 1998 |
| 3-6          | Afragola - Pro Ficuzza      | 4-5          |
| 4-5          | Angolana - Città di Palermo | 1-9          |
| 2-1          | BNL - Roma RCB              | 6-6          |
| 4-2          | Genzano - Pomezia           | 5-1          |
| 2-5          | Lazio - Prato               | 3-1          |
| 5-2          | Milano - Palmanova          | 4-3          |
| 6-2          | Petrarca - Jesina           | 4-0          |
| 4-4          | Reggio C5 - CUS Chieti      | 2-3          |
| 2-2          | Torino - Augusta            | 2-3          |

| andata      | 17ª giornata               | ritorno      |
| 6 gen. 1998 |                            | 16 mag. 1998 |
| 4-5         | Angolana - Lazio           | 1-7          |
| 3-4         | CUS Chieti - Genzano       | 3-4          |
| 5-2         | Jesina - Reggio C5         | 1-8          |
| 0-3         | Palmanova - Torino         | 2-5          |
| 4-3         | Petrarca - Afragola        | 2-7          |
| 2-0         | Pomezia - Città di Palermo | 1-2          |
| 4-5         | Prato - BNL                | 3-3          |
| 1-4         | Pro Ficuzza - Milano       | 3-5          |
| 2-2         | Roma RCB - Augusta         | 7-12         |

| andata       | 3ª giornata              | ritorno      |
| 20 set. 1997 |                          | 24 gen. 1998 |
| 3-2          | Augusta - Prato          | 6-5          |
| 4-2          | BNL - Angolana           | 2-6          |
| 7-0          | Città di Palermo - Lazio | 1-4          |
| 3-2          | Genzano - Jesina         | 4-3          |
| 4-4          | Pomezia - CUS Chieti     | 2-3          |
| 3-2          | Milano - Petrarca        | 2-3          |
| 4-1          | Reggio C5 - Afragola     | 3-5          |
| 4-3          | Roma RCB - Palmanova     | 9-7          |
| 6-1          | Torino - Pro Ficuzza     | 2-2          |

| andata       | 6ª giornata                   | ritorno      |
| 11 ott. 1997 |                               | 21 feb. 1998 |
| 5-2          | Afragola - Genzano            | 3-5          |
| 0-0          | Angolana - Augusta            | 1-4          |
| 5-1          | CUS Chieti - Città di Palermo | 1-4          |
| 4-4          | Jesina - Pomezia              | 3-4          |
| 2-3          | Lazio - BNL                   | 4-2          |
| 4-5          | Petrarca - Torino             | 2-7          |
| 3-1          | Prato - Palmanova             | 5-4          |
| 2-1          | Pro Ficuzza - Roma RCB        | 1-3          |
| 6-7          | Reggio C5 - Milano            | 2-2          |

| andata      | 9ª giornata            | ritorno       |
| 8 nov. 1997 |                        | 14 marz. 1998 |
| 1-2         | Augusta - Lazio        | 0-2           |
| 5-3         | Città di Palermo - BNL | 0-2           |
| 4-5         | CUS Chieti - Jesina    | 2-3           |
| 2-5         | Genzano - Milano       | 4-5           |
| 1-1         | Palmanova - Angolana   | 3-1           |
| 6-3         | Pomezia - Afragola     | 4-4           |
| 10-2        | Prato - Pro Ficuzza    | 3-2           |
| 3-5         | Roma RCB - Petrarca    | 2-5           |
| 6-6         | Torino - Reggio C5     | 2-1           |

| andata       | 12ª giornata              | ritorno      |
| 22 nov. 1997 |                           | 11 apr. 1998 |
| 0-2          | Afragola - CUS Chieti     | 5-4          |
| 5-3          | Angolana - Pro Ficuzza    | 1-4          |
| 5-4          | BNL - Augusta             | ?-?          |
| 1-2          | Genzano - Torino          | 5-4          |
| 3-3          | Jesina - Città di Palermo | 1-1          |
| 5-2          | Lazio - Palmanova         | 7-4          |
| 7-4          | Milano - Pomezia          | 3-3          |
| 4-2          | Petrarca - Prato          | 3-3          |
| 1-1          | Reggio C5 - Roma RCB      | 4-2          |

| andata       | 15ª giornata               | ritorno     |
| 20 dic. 1997 |                            | 2 mag. 1998 |
| 3-5          | Angolana - Petrarca        | 1-3         |
| 1-0          | Città di Palermo - Augusta | 3-5         |
| 1-1          | CUS Chieti - Milano        | 2-6         |
| 6-3          | Jesina - Afragola          | 4-9         |
| 2-5          | Palmanova - BNL            | 1-6         |
| 5-4          | Pomezia - Torino           | 1-9         |
| 7-3          | Prato - Reggio C5          | 3-5         |
| 1-3          | Pro Ficuzza - Lazio        | 2-4         |
| 3-6          | Roma RCB - Genzano         | 4-4         |

## Play-off

### Formula
Ai play-off si qualificano le prime 10 squadre della serie A e le due formazioni vincitrici degli spareggi promozione della serie B. Le prime quattro classificate della serie A accedono direttamente dai quarti mentre le altre otto squadre disputano un turno preliminare. I vari turni si giocano con la formula dell'eliminazione diretta con gare di andata e ritorno. Il regolamento prevede che accedano ai quarti di finale le squadre che, nell'arco del doppio confronto, avranno realizzato il maggior numero di reti. In caso di parità,al termine del secondo incontro, si disputeranno due tempi supplementari da 5' ciascuno. In caso di ulteriore parità, superano il turno le squadre di categoria superiore o quelle meglio classificate al termine della stagione regolare.

### Tabellone
|  | Primo turno      | Primo turno | Primo turno | Primo turno |   |          | Quarti           | Quarti | Quarti | Quarti |        |          | Semifinali | Semifinali | Semifinali | Semifinali |  |  | Finale | Finale | Finale | Finale |
|  |                  |             |             |             |   |          |                  |        |        |        |        |          |            |            |            |            |  |  |        |        |        |        |
|  | Genzano          | 5           | 2           | 7           |   |          | BNL Roma         | 8      | 4      | 12     |        |          |            |            |            |            |  |  |        |        |        |        |
|  | Pomezia          | 2           | 3           | 5           |   |          | Genzano          | 6      | 3      | 9      |        |          |            |            |            |            |  |  |        |        |        |        |
|  | Pomezia          | 2           | 3           | 5           |   | BNL Roma | Genzano          | 6      | 3      | 9      | 2      | 3        | 5          |            |            |            |  |  |        |        |        |        |
|  |                  |             |             |             |   |          |                  |        |        |        |        | 3        | 5          |            |            |            |  |  |        |        |        |        |
|  |                  | Augusta     | 4           | 1           | 5 |          |                  |        |        |        |        |          |            |            |            |            |  |  |        |        |        |        |
|  | Augusta          | Augusta     | 4           | 1           | 5 | 2        | 6                | 8      | Torino | 2      | 2      | 4        |            |            |            |            |  |  |        |        |        |        |
|  | Augusta          |             |             |             |   | 2        | 6                | 8      | Torino | 2      | 2      | 4        |            |            |            |            |  |  |        |        |        |        |
|  | Cagliari         | 1           | 1           | 2           |   |          | Augusta          | 3      | 2      | 5      |        |          |            |            |            |            |  |  |        |        |        |        |
|  | Cagliari         | 1           | 1           | 2           |   |          |                  |        |        |        |        | BNL Roma | 0          | 3          | 3          |            |  |  |        |        |        |        |
|  |                  |             |             |             |   |          |                  |        |        |        |        |          |            |            |            |            |  |  |        |        |        |        |
|  |                  | Lazio       | 1           | 5           | 6 |          |                  |        |        |        |        |          |            |            |            |            |  |  |        |        |        |        |
|  | Petrarca         | Lazio       | 1           | 5           | 6 | 4        | 7                | 11     |        |        | Milano | 1        | 4          | 5          |            |            |  |  |        |        |        |        |
|  | Petrarca         |             |             |             |   | 4        | 7                | 11     |        |        | Milano | 1        | 4          | 5          |            |            |  |  |        |        |        |        |
|  | Firenze          | 1           | 1           | 2           |   |          | Petrarca         | 3      | 4      | 7      |        |          |            |            |            |            |  |  |        |        |        |        |
|  | Firenze          | 1           | 1           | 2           |   | Petrarca | Petrarca         | 3      | 4      | 7      | 1      | 6        | 7          |            |            |            |  |  |        |        |        |        |
|  |                  |             |             |             |   |          |                  |        |        |        |        | 6        | 7          |            |            |            |  |  |        |        |        |        |
|  |                  | Lazio       | 1           | 6           | 7 |          |                  |        |        |        |        |          |            |            |            |            |  |  |        |        |        |        |
|  | Città di Palermo | Lazio       | 1           | 6           | 7 | 3        | 3                | 6      | Lazio  | 3      | 3      | 6        |            |            |            |            |  |  |        |        |        |        |
|  | Città di Palermo |             |             |             |   | 3        | 3                | 6      | Lazio  | 3      | 3      | 6        |            |            |            |            |  |  |        |        |        |        |
|  | Reggio           | 3           | 2           | 5           |   |          | Città di Palermo | 3      | 2      | 5      |        |          |            |            |            |            |  |  |        |        |        |        |

### Risultati

#### Primo turno

##### Andata
| 26 maggio 1998, ore : | Pomezia | 2 – 5 | Genzano |  |

| 26 maggio 1998, ore : | Cagliari | 1 – 2 | Augusta |  |

| Firenze 26 maggio 1998, ore : | Firenze   | 1 – 4 (0-0) referto | Petrarca |  |
| Lombardo Marcatori            |           |                     |          |  |
|                               |           |                     |          |  |
| Lombardo                      | Marcatori |                     |          |  |

| Arbitri: | Roberto Monti (Forlì) Marco Bellei (Reggio Emilia) |

|         |           |  |
| Rodà 7’ | Marcatori |  |

##### Ritorno
| Genzano di Roma 30 maggio 1998, ore : | Genzano                                        | 2 – 3 (0-2) referto | Pomezia | PalaCesaroni\| Arbitri: \| Mario Rossi (Nola) Claudio Mattiacci (Perugia) \| |
| Arbitri:                              | Mario Rossi (Nola) Claudio Mattiacci (Perugia) |                     |         |                                                                              |

| Augusta 30 maggio 1998, ore 22:30 | Augusta                                               | 6 – 1 (3-1) referto | Cagliari | \| Arbitri: \| Pietro Taranto (Roma 1) Alessandro Capomassi (Roma 1) \| |
| Arbitri:                          | Pietro Taranto (Roma 1) Alessandro Capomassi (Roma 1) |                     |          |                                                                         |

| Padova 30 maggio 1998, ore : | Petrarca                                                       | 7 – 1 (5-1) referto | Firenze | Centro Sportivo Brentella\| Arbitri: \| Giovanni Lucchetti (Macerata) Francesco Narcisi (S. Benedetto) \| |
| Arbitri:                     | Giovanni Lucchetti (Macerata) Francesco Narcisi (S. Benedetto) |                     |         | |

| Palermo 30 maggio 1998, ore : | Città di Palermo                                     | 3 – 1 (1-1) referto | Reggio | \| Arbitri: \| Claudio Zuanetti (Conegliano) Andrea Serra (Firenze) \| |
| Arbitri:                      | Claudio Zuanetti (Conegliano) Andrea Serra (Firenze) |                     |        |                                                                        |

#### Quarti

##### Andata
| Genzano di Roma 2 giugno 1998, ore : | Genzano | 6 – 8 | BNL Roma | PalaCesaroni |

| Augusta 2 giugno 1998, ore : | Augusta | 3 – 2 | Torino |  |

| Padova 2 giugno 1998, ore : | Petrarca | 3 – 1 | Milano | Centro Sportivo Brentella |

| 2 giugno 1998, ore : | Città di Palermo | 3 – 3 | Lazio |  |

#### Ritorno
| Roma 6 giugno 1998, ore : | BNL Roma                                           | 4 – 3 | Genzano | \| Arbitri: \| Roberto Monti (Forlì) Marco Bellei (Reggio Emilia) \| |
| Arbitri:                  | Roberto Monti (Forlì) Marco Bellei (Reggio Emilia) |       |         |                                                                      |

| Torino 6 giugno 1998, ore 20:30                   | Torino    | 2 – 2 (1-0) referto | Augusta | PalaRuffini |
| Habibija 2’ Vassallo Marcatori Galofero Passanisi |           |                     |         |             |
|                                                   |           |                     |         |             |
| Habibija 2’ Vassallo                              | Marcatori | Galofero Passanisi  |         |             |

| 6 giugno 1998, ore : | Milano | 4 – 4 | Petrarca |  |

| Roma 6 giugno 1998, ore : | Lazio | 3 – 2 | Città di Palermo |  |

#### Semifinali

##### Andata
| Augusta 9 giugno 1998, ore : | Augusta | 4 – 2 | BNL Roma |  |

| Padova 9 giugno 1998, ore : | Petrarca | 1 – 1 | Lazio | Centro Sportivo Brentella |

##### Ritorno
| Roma 13 giugno 1998, ore : | BNL Roma | 3 – 1 | Augusta |  |

| Roma 13 giugno 1998, ore : | Lazio                                               | 6 – 6 | Petrarca | \| Arbitri: \| Roberto Monti (Forlì) Giovanni Lucchetti (Macerata) \| |
| Arbitri:                   | Roberto Monti (Forlì) Giovanni Lucchetti (Macerata) |       |          |                                                                       |

#### Finale

##### Andata
| Roma 20 giugno 1998, ore : | Lazio | 1 – 0 | BNL Roma |  |

##### Ritorno
| Roma 26 giugno 1998, ore 20:30 | BNL Roma | 3 – 5 | Lazio |  |

## Play-out
Ai play-out parteciparono la 13ª e la 14ª classificata della serie A e le perdenti dello spareggio promozione della Serie B. Al termine del doppio confronto sia la Roma RCB sia l'Angolana mantennero la categoria, superando rispettivamente Cesana e Vesuvio Auto Uno Napoli.

### Andata
|               | Risultati |                       | Data           | Luogo  |  |
| ------------- | --------- | --------------------- | -------------- | ------ |  |
| Torino Cesana | 1-3       | Roma RCB              | 29 maggio 1998 | Torino |  |
| Vesuvio       | 5-4       | Polisportiva Angolana | 6 giugno 1998  | Napoli |  |

### Ritorno
|                       | Risultati |               | Data           | Luogo   |  |
| --------------------- | --------- | ------------- | -------------- | ------- |  |
| Roma RCB              | 8-1       | Torino Cesana | 6 giugno 1998  | Roma    |  |
| Polisportiva Angolana | ?-?       | Vesuvio       | 13 giugno 1998 | Pescara |  |

## Supercoppa italiana
Originariamente programmata il 13 ottobre a Roma, per motivi organizzativi la terza edizione della Supercoppa italiana si è giocata il 6 ottobre al PalaRuffini di Torino. Nella sfida si sono affrontate i campioni d'Italia del Gruppo Sportivo BNL e il Torino vincitore della Coppa Italia. La coppa è stata vinta dalla squadra piemontese.
| Torino 6 ottobre 1997, ore 20:30                                                                                      | Torino    | 5 – 3 (3-3)                           | BNL Roma | PalaRuffini |
| \| \| \| \| \| Rubei Quattrini Menghini t.l.’ Rubei Giuliani \| Marcatori \| rig’ Riscino t.l.’ Oddo t.l.’ Riscino \| |           |                                       |          |             |
| |           |                                       |          |             |
| Rubei Quattrini Menghini t.l.’ Rubei Giuliani                                                                         | Marcatori | rig’ Riscino t.l.’ Oddo t.l.’ Riscino |          |             |